# Station Morinomiya
Station Morinomiya (森ノ宮駅, Morinomiya-eki) is een spoorweg- en metrostation in de wijk Chūō-ku in de Japanse stad Osaka. Het wordt aangedaan door de Osaka-ringlijn (JR West), de Chūō-lijn en de Nagahori Tsurumi-ryokuchi-lijn (Metro van Osaka). De perrons van de metrolijnen bevinden zich in aparte delen; het station van de Nagahori Tsurumi-ryokuchi-lijn ligt ten noordwesten van de andere stations en beide delen hebben een apart stationsnummer (C19 voor de Chūō-lijn en N20 voor de Nagahori Tsurumi-ryokuchi-lijn).

## Lijnen

### JR West
| 1 | ■Osaka-ringlijn | naar Kyōbashi en Osaka     |
| 2 | ■Osaka-ringlijn | naar Tsuruhashi en Tennoji |

### Chūō-lijn(stationsnummer C19)
| 1 | ■Chūō-lijn | richting Nagata, Ikumo en Gakken Nara-Tomigaoka (zowel de eerste als de laatste metro vertrekt van dit perron) |
| 2 | ■Chūō-lijn | richting Nagata, Ikumo en Gakken Nara-Tomigaoka (overige ritten)                                               |
| 3 | ■Chūō-lijn | richting Hommachi, Bentenchō en Cosmosquare                                                                    |

### Nagahori Tsurumi-ryokuchi-lijn(stationsnummer N20)
| 1 | ■Nagahori Tsurumi-ryokuchi-lijn | richting Kyōbashi en Kadoma-Minami |
| 2 | ■Nagahori Tsurumi-ryokuchi-lijn | richting Shinsaibashi en Taishō    |

## Geschiedenis
Het eerste station werd in 1932 gebouwd en kwam aan de toenmalige Jōtō-lijn. In 1961 ging dit traject deel uitmaken van de Osaka-ringlijn. In 1967 kwam er een station voor metrolijn 4 (thans de Chūō-lijn) en was het voor tien maanden het eindstation, totdat de lijn verder verlengd werd. In 1996 kwam er een station voor de Nagahori Tsurumi-ryokuchi-lijn.

## Stationsomgeving

### Ziekenhuizen
- Geriatrisch ziekenhuis van Osaka
- Kankeronderzoekscentrum van Osaka
- Dierenkliniek van Morinomiya
- Rode Kruis-bloedcentrum van Osaka

### Musea
- Internationaal vredescentrum van Osaka (museum)
- Kasteel Osaka en het kasteelpark

### Tempels en shrijnen
- Kasasagi Morinomiya-schrijn
- Tamatsukuri Inari-schrijn

### Overig
- Rangeerterrein van JR West
- MOS Burger
- Hoofdkantoor van Sakura Color Products (Japanse tak van Bruynzeel-Sakura)

Osaka · Fukushima · Noda · Nishikujo · Bentencho · Taisho · Ashiharabashi · Imamiya · Shin-Imamiya · Tennoji · Teradacho · Momodani · Tsuruhashi · Tamatsukuri · Morinomiya · Osakajo-koen · Kyobashi · Sakuranomiya · Temma · Osaka
Taishō · Dome-mae Chiyozaki · Nishi-Nagahori · Nishiōhashi · Shinsaibashi · Nagahoribashi · Matsuyamachi · Tanimachi Rokuchōme · Tamatsukuri · Morinomiya · Osaka Business Park · Kyōbashi · Gamō Yonchōme · Imafuku-Tsurumi · Yokozutsumi · Tsurumi-Ryokuchi · Kadoma-Minami